# Songnong
Songnong (kinesiska: 宋农) är en köping i sydvästra Kina. Den ligger i häradet Xiushan i storstadsområdet Chongqing,  omkring 260 kilometer öster om det centrala stadsdistriktet Yuzhong. Antalet invånare är 5 327. Befolkningen består av 2 561 kvinnor och 2 766 män. Barn under 15 år utgör 23,0 %, vuxna 15-64 år 61 %, och äldre över 65 år 14,0 %.